# Said Achmet Zaki Ben Said Ali
Saïd Achmet Zaki ben Saïd Ali  El macely Bâ Alawi né  en 1887 à Iconi en Grande Comore au palais Ha idaroussi  et mort le 23 juillet 1955 était le prince héritier du sultanat de la Grande -Comore  et Chef de la famille royale de la Grande comore de 1916 à 1955  . Il était le fils aîné  du Sultan Said Ali bin Said Omar, dernier   sultan des Comores et de Moina Ahamadi d'Iconi,.Saïd Achmet Zaki était  de la dynastie Al Macely Bâ alawi de Anjouan et de la lignée   Matswa Pirusa par son arrière grand père Said Achmet . Il a représenté une part importante de la monarchie  grande comorienne pendant 39 ans, il décernait en effet plus de 300 fois par an l'Ordre de l'étoile de la Grande Comore[pertinence contestée],.4 ans après sa mort son frère le prince Said Houssein lui succéde en tant que Chef de la famille royale de la Grande Comore  en 1959.